# Riot Grrrl
Riot Grrrl je styl punkové hudby vycházející převážně z grunge a hardcore. Pro tento styl jsou typické kapely, ve kterých jsou všechny členky ženy, či je alespoň zpěvačka žena. Texty těchto kapel mají feministicko-anarchistický ráz a bouří se proti konzervatismu, konvencím, útlaku vůči ženám i útlaku všeobecně, a také proti současnému společenskému řádu. Členky kapel měly často velmi osobní vztahy s hudebníky ze známých punk/grunge kapel. Jako příklad můžeme uvést vztah Kurta Cobaina s bubenicí skupiny Bikini Kill Tobi Vail a jeho manželství se zpěvačkou Hole, Courtney Love. V poslední době se v médiích často objevuje ruská kapela Pussy Riot brojící převážně proti Kremlu a postavení žen v Rusku.
Riot Grrrl skupiny:
- 7 Year Bitch
- Adickdid
- Autoclave
- Babes in Toyland
- Bangs
- Bellies
- Bette Davis and the Balconettes
- Bikini Kill
- Bitchslap
- Blood Sausage
- Bratmobile
- Brilliant Colors
- Broken Water
- Brothers
- Budget Girls
- Bulimia
- Cadallaca
- Calamity Jane
- Candy Panic Attack
- Canopy
- Casual Dots
- Chaps
- Cheesecake
- Cold Cold Hearts
- Coping Saw
- Corey Orbison
- Courtney Love (skupina)
- Death of the Elephant
- Delta Dart
- Dickless
- Dominatrix
- Drunk Granny
- Emily's Sassy Lime
- Erase Errata
- Excuse 17
- Fever Fever
- Fifth Column
- Finally Punk
- Frantic Spiders
- Free Kitten
- Frightwig
- Golden Starlet
- Gossip
- Growing Up Skipper
- Harum Scarum
- Heavens to Betsy
- Heartless Martin
- Hello Cuca
- Hole
- Huggy Bear
- Husbands 'n' Knives
- Jack Off Jill
- Julie Ruin
- Kaos Klitoriano
- Kids Love Lies
- L7
- Le Tigre
- Linus
- Lolita Storm
- Lucid Nation
- Lunachicks
- Lungleg
- Mambo Taxi
- Manic Coughh
- Matrimony
- Mecca Normal
- Meltdown
- Menstruação Anarquika
- Mika Miko
- Modern Reveries
- Mucha
- New Bloods
- Pagan Holiday
- Panty Raid
- Partyline
- Party Weirdo
- Pens
- Petty Crime
- Phantom Pregnancies
- Pink Fly
- Pussycat Trash
- Pussy Riot
- Quix*o*tic
- Raoul
- Red Aunts
- Rough Kittens
- Scrawl
- Shoplifting
- Shotgun Won
- Shrag
- Sister George
- Skinned Teen
- Skinny Girl Diet
- Slant 6
- Sleater-Kinney
- Spider and the Webs
- Spitboy
- Sta-Prest
- Suture
- Swan Island
- Tattle Tale
- Team Dresch
- The Brownies
- The Butchies
- The Coathangers
- The Element of Crime
- The Ethical Debating Society
- The Fakes
- The Frumpies
- The Gits
- The Quails
- The Need
- The Scissor Girls
- The Shondes
- Third Sex
- TPM
- Trash Kit
- Tribe 8
- Valerie
- Vile Vile Creatures
- Violet Violet
- Viva Knievel
- Voodoo Queens
- Wargasm (UK)
- Wetdog
- White Lung
- Wild Flag
- Witchknot
- Woolf